# José Manuel Fuente
José Manuel Fuente Lavandera fue un ciclista profesional español que nació el 30 de septiembre de 1945 en Limanes (Principado de Asturias) y falleció el 18 de julio de 1996 en Oviedo. Era conocido popularmente con el sobrenombre de El Tarangu.
Con tan solo 6 años como profesional atesoraba un palmarés que pocos ciclistas habían podido conseguir, y menos en tan poco tiempo. Muchos de estos triunfos los logró en el Giro de Italia, país donde era muy querido y valorado tanto por su espíritu de atacante nato como por su gran rivalidad con Felice Gimondi y con el mítico ciclista Eddy Merckx del que no obstante era un gran amigo.
Problemas de salud le obligaron a un abandono prematuro de la actividad deportiva. Con posterioridad retomó su relación con el ciclismo profesional siendo el director deportivo del equipo asturiano CLAS-Cajastur.

## Inicios
Llegó al ciclismo de rebote, al acompañar a su amigo de Colloto, Paco Cubillas, a las carreras que éste se apuntaba. En aquel momento la bicicleta no era más que un entretenimiento que con el paso del tiempo se convirtió en la gran afición del pequeño José Manuel. En sus inicios las dos personas que le ayudaron fueron el ciclista aficionado, José Luis González Río (Carretillo) y el médico de la parroquia, Eduardo Préstamo. 
En 1962, a los diecisiete años de edad, llegaron los primeros puestos de honor. Corría en el juvenil de la Tenderina de Oviedo.
En 1964 y 1965 es aficionado de 2.ª y corre en el equipo Mantova de Oviedo. Es curioso porque un tal Eddy Merckx, que había nacido tres meses antes que Fuente, debutaba como ciclista profesional el 27 de abril de 1965.
En 1966, como aficionado de 1.ª, corre con el equipo Horno San José. Allí coincide con futuros ciclistas profesionales como Antonio Menéndez o Gonzalo Aja.
En 1967 corre en las filas del equipo Corisa. Sin embargo sus aspiraciones de dar el salto a profesionales se ven truncadas por el servicio militar que debía cumplir en 1968. Por ese motivo ese año no milita en ningún equipo y debe esperar a 1969 para reiniciar su carrera ciclista como aficionado.
En 1969 corre con el equipo Werner y completa su mejor temporada como ciclista aficionado, hasta el punto de ser nombrado mejor ciclista aficionado de Asturias. Pero lo que debería ser una plataforma para debutar en profesionales se convierte en un paso atrás al chocar su temperamento con los directivos del equipo Werner. Con 24 años Fuente se queda sin equipo y su carrera como ciclista parece más cerca del fin.
Sin equipo y sin trabajo la vida de José Manuel Fuente se desmoronaba. Por el sueño de llegar a ser ciclista profesional se había enfrentado a su familia y había dejado un trabajo fijo, y ahora, con casi 25 años, una edad a la que muchos ciclistas son ya profesionales consagrados, ve partir el penúltimo tren. Busca a la desesperada quien le eche una mano y se encuentra con la ayuda de Amieva, que es quien lo recomienda a Julio San Emeterio, director deportivo del equipo Karpy.

## Carrera profesional

### Karpy 1970
Fuente corre en 1970 con el equipo Karpy y lo hace con licencia de independiente o aficionado de 1.ª especial, categoría que existía en aquella época para los profesionales de primer año. Era el Karpy un equipo eminentemente joven con ciclistas de gran proyección como Eduardo Castelló, Gonzalo Aja, José Albelda, Juan Manuel Santisteban, Julián Cuevas o el propio José Manuel Fuente.  
Debuta en la Vuelta a España y lo hace a lo grande. En la primera etapa se enfunda en maillot de la clasificación de los neoprofesionales, denominado por sus colores Maillot Tigre, y ya no se lo quita en toda la Vuelta. Termina decimosexto a 5:23 del ganador, Luis Ocaña. La consecución del maillot Tigre supuso un cambio radical en la proyección deportiva del Tarangu, no olvidemos que seis meses antes se encontraba sin equipo y sin ninguna expectativa de futuro y ahora no solamente había justificado su fichaje por el equipo Karpy, sino que además prácticamente garantizaba su futuro inmediato. 
Fuente continúa haciendo una brillante temporada en la cual consigue un tercer puesto en la Vuelta a los Valles Mineros, un quinto en la Vuelta a Asturias, donde además se llevó la clasificación de la regularidad y la victoria en la quinta etapa, y un sexto en la Vuelta a la Rioja. Terminó su primera temporada con los profesionales con la victoria en la última etapa de la Volta a Cataluña, al imponerse al sprint a su compañero de escapada, José Luis Uribezubía Velar. 
Todos estos buenos resultados sirvieron para que los ojos del todopoderoso equipo ciclista Kas se fijaran en Fuente y el 5 de enero de 1971 se incorporaba a la disciplina del equipo Kas.

### Kas 1971
Sus inicios en el Kas fueron muy duros. Los resultados no acompañaban tanto a nivel personal como a nivel de equipo. Durante el inicio de la Vuelta a España las críticas arreciaron contra el equipo de Dalmacio Langarica y precisamente la Vuelta no fue el bálsamo que el equipo necesitaba, ya que la actuación de Fuente y sus compañeros fue lamentable: una sola victoria de etapa, ganada por José Antonio González Linares; el ciclista mejor clasificado en la general fue Txomin Perurena en el puesto décimo sexto y el Kas finalizó sexto en la clasificación por equipos. A Fuente tampoco le fue nada bien a nivel personal: finalizó en el puesto 54 de 68 y en toda la Vuelta ni se le vio.
Las consecuencias de la nefasta temporada del Tarangu no tardaron en llegar y Fuente se encontraba al final de la Vuelta con pie y medio fuera del equipo ciclista Kas. Su presencia en el equipo del Giro de Italia estaba descartada y su salida del Kas a final de temporada estaba casi asegurada. Una lesión a última hora de Gabriel Mascaró obligó a Dalmacio Langarica a incorporarlo y finalmente fue de la partida. Allí, en Italia, su vida deportiva dio un cambio de 180°.
En la décima etapa entre Forte dei Marmi y Pian del Falco llegó su primera victoria con el equipo Kas, una victoria que además lo catapultó al primer puesto del gran premio de la Montaña, y que terminaría llevándose por primera vez en su carrera.
Las críticas del principio de temporada se convirtieron en loas y el Tarangu, en gran estado de forma, fue convocado para disputar su primer Tour de Francia.
En el Tour nuevamente brilla en la montaña con dos victorias consecutivas en los Pirineos. La primera en Bagnères-de-Luchon el día que Luis Ocaña se fue al suelo en el descenso del Col de Menté y tuvo que abandonar el Tour portando el maillot amarillo y con más de siete minutos de ventaja respecto Eddy Merckx. La segunda al día siguiente en la minietapa de Luchon-Superbagnères.

### Kas 1972
A pesar de la importancia de sus triunfos en la temporada anterior el rol del Tarangu de cara a la nueva temporada sigue siendo el de ayudar a sus jefes de equipo en el seno del equipo Kas. Y todo fue así hasta que camino de Formigal, en la Vuelta a España, saltó a un ataque de José Grande y abrió un importante hueco con el pelotón. Con el permiso del equipo y del líder de la carrera, Txomin Perurena, se presentó en Formigal con una ventaja de 6:37 sobre Antonio Menéndez y de 8:37 respecto los favoritos. Fuente se vestía por primera vez de amarillo y además con una sustanciosa ventaja de 6:35 sobre Txomin Perurena.
Hubo quien consideró a Fuente como un líder aprovechado, pero él se encargó de demostrar que además era el más fuerte. Primero en Arrate, al día siguiente de Formigal, y posteriormente en Orduña, el día que la Vuelta llegaba a Vitoria, realizó sendas exhibiciones que las hubiese firmado el mismo Federico Martín Bahamontes.
Fuente ganó la Vuelta a España con una cómoda ventaja de 6:34 sobre su compañero Miguel María Lasa y de 7:00 sobre Agustín Tamames. Ganó el gran premio de la Montaña y la combinada y su equipo, el Kas, ganó la clasificación por equipos. Pero lo más importante, había dominado la carrera como solo lo hacían los campeones.
Con el excelente estado de forma mostrado en la Vuelta Fuente se presentó una semana después en el Giro de Italia donde se iba a encontrar con el imbatible Eddy Merckx y empezó el Giro como terminó la Vuelta, de forma excepcional. En la primera llegada en alto, el temible Blockhaus, consiguió la victoria y se alzó con su primera maglia rosa. Pero Merckx era mucho Merckx y en una emboscada camino de Catanzaro se hizo con el liderato y ya no lo soltó. Fuente siguió con su espíritu combativo tanto en Jafferau como en la cima del Paso Stelvio, donde ganó y se alzó con la segunda plaza de la general, siempre por detrás de Eddy Merckx. Fuente terminó segundo y ratificó su excelente triunfo de la Vuelta, además volvió a ganar el premio de la montaña por segundo año consecutivo.

### Kas 1973
En tan solo dos temporadas Fuente ya se había consolidado como uno de los grandes del pelotón y de cara a la nueva temporada se marcó un nuevo objetivo: el Tour de Francia. Para ello renunció a la Vuelta a España y se presentó muy corto de forma en el Giro de Italia. Muy pronto sus opciones de luchar por el rosa se desvanecieron, sin embargo su espíritu combativo le llevó a ganar la etapa dolomítica que finalizaba en Auronzo di Cadore. Coronó escapado los cuatro puertos de esa etapa: Passo di Valles, Passo di Santa Lucía, Paso Giau y Cime Tre Croci y se hizo con el gran premio de la Montaña en dura pugna con Eddy Merckx, era su tercer reinado de la montaña del Giro. 
Exhibiendo un gran estado de forma arrasó en la Vuelta a Suiza, ganó dos etapas, la montaña, la combinada y la general y llegó en plenitud de condiciones al Tour de Francia.
Sin embargo en el Tour Fuente se encontró con dos huesos: el mejor Luis Ocaña y el pavés de la tercera etapa. Ese día se dejó más de siete minutos sobre Ocaña y perdió prácticamente todas sus opciones de victoria. Mostrando un carácter irreductible y una fe ciega en sus posibilidades, rechazó cualquier pacto Bic-Kas que fortaleciese el amarillo de Ocaña y le diese a Fuente un segundo puesto y el reinado de la montaña. Perdió ambas cosas, pero sin embargo regaló al ciclismo una de las jornadas más épicas que se recuerdan camino de Les Orres. Ese día atacó a Luis Ocaña en el Col du Galibier hasta la extenuación, contraatacó Ocaña en el Col d'Izoard y ambos llegaron a la meta, Ocaña primero y Fuente detrás. El tercero en la etapa llegó a siete minutos y el sexto, Joop Zoetemelk , a más de veinte minutos. 
Fuente terminó tercero en la general y se convirtió en el primer ciclista español de la historia en hacer podio en las tres grandes vueltas del ciclismo: Giro, Tour y Vuelta.

### Kas 1974
Fuente repite de cara a 1974 los mismos objetivos que en 1972: Vuelta y Giro. En la Vuelta se encuentra con Luis Ocaña y Bernard Thevenet, primero y segundo del último Tour. Fuente, en mejor estado de forma que sus rivales, domina en las montañas y se hace con las victorias en Los Ángeles de San Rafael y el Naranco, sin embargo una inoportuna caída camino de Arrate compromete una victoria que parecía cantada. Finalmente salva las dificultades y se hace con su segunda Vuelta a España por tan solo 11 segundos sobre Joaquin Agostinho.
Y de esta forma, con un Tarangu pletórico, se presenta en Italia, tan solo cuatro días después de su triunfo en España, dispuesto a derrotar al propio Eddy Merckx. Fuente domina la montaña como nunca se recuerda: gana en Sorrento la tercera etapa y se vista la maglia rosa; repite triunfo en Monte Carpegna y en Il Ciocco y su renta es suficiente para mantener el liderato frente a Merckx tras la única crono de aquel Giro. Por delante solo montaña, Alpes y Dolomitas. 
El Giro era de Fuente. Sin embargo el asturiano, capaz de lo mejor y de lo peor, vivió en San Remo una de las pájaras más espectaculares de su carrera. En una jornada de media montaña, fría, con lluvia y mucha niebla Fuente cometió un error táctico al tirar del pelotón en primera persona para abortar una escapada que en nada le perjudicaba. Gastó demasiadas fuerzas y no fue capaz de seguir la estela del pelotón durante la subida al puerto de Langa. En meta la diferencia había llegado a los 8:01 respecto de Eddy Merckx, el sueño del Giro se desvanecía. 
Fuente, a 7:43 en la general, todavía confiaba en una histórica remontada y empezó con ella: recuperó 2:21 en Monte Generoso, donde ganó su cuarta etapa del Giro; 13 segundos en Iseo, donde cedió la victoria a Santiago Lazcano al llegar los dos en solitario a meta y 1:47 en las Tres Cimas de Lavaredo, donde ganó su quinta etapa. 
A falta de una etapa de montaña estaba en la general a 3:22 de Merckx y, como no podía ser de otra manera, lo intentó en el Monte Grappa. Los relatos oficiales de la prueba dan a Fuente una ventaja máxima de 2:40, sin embargo el Tarangu habla en su libro de referencias próximas a 3:30, esto significa que en algún momento de la ascensión a Monte Grappa Fuente pudo haber sido líder virtual de la carrera. Y aquí estalló la polémica ya que el Tarangu dijo en meta que era imposible que en 5 kilómetros de descenso le hubieran recortado la ventaja que llevaba en el alto. En cualquier caso luchó, lo intentó y puso el espectáculo en aquel Giro, considerado como “The greatest show on earth”. 
Fuente terminó quinto en la general, ganó cinco etapas y el premio de la montaña, cuarto consecutivo.

### Kas 1975
Fuente centró su temporada de 1975 en la consecución del Tour de Francia. Para ello renunció al Giro y se centró en la Vuelta como preparación. Sin embargo algo no marchaba bien a lo largo de la temporada, ni los resultados ni las sensaciones acompañaban. En la Vuelta ya se vio que Fuente no era el de los años precedentes. Terminó abandonando cuando ya no tenía ninguna opción. Terminó en Asturias su preparación para el Tour. Ganó la subida ciclista a Enol y trató de disputar la Vuelta a Asturias a su compañero Miguel María Lasa. Solo aguantó la etapa de Pajares, donde hizo segundo en el Brañillín, luego falló en el Naranco y se hundió en el Fito, algo fallaba.
Llegó al Tour con muchas dudas y el prólogo, muy técnico, ya fue un calvario para Fuente que se dejó 53 segundos respecto Francesco Moser, ganador por delante de Eddy Merckx. Y lo que tenía que ocurrir ocurrió; era el segundo sector de la primera etapa con final en Roubaix después de 108 kilómetros y con alternancia de muros de las clásicas belgas y tramos de pavés de la París-Roubaix. El Tarangu terminó el último a 15:23, su tiempo estaba fuera de control y por lo tanto debía abandonar el Tour. En posteriores declaraciones dijo que ese había sido el peor momento de su vida deportiva.

## La enfermedad
Había llegado el momento de analizar las causas, pero no solamente del abandono en el Tour de Francia, sino del rendimiento de toda la temporada. Era un ciclista experimentado que estaba a punto de cumplir los 30 años, una edad envidiable para los ciclistas, por lo tanto las causas había que buscarlas más en factores físicos que en factores de planificación deportiva. 
Nada más llegar a Asturias Fuente se puso en las manos de los médicos y los resultados no podían ser más desalentadores: Fuente sufría una hepatitis tóxica y una nefropatía crónica posiblemente debido a una nefritis que tuvo en su infancia por una escarlatina mal curada. Aunque la hepatitis no revestía ningún peligro, la nefropatía podía apartarle del ciclismo.
Fuente buscó por todos los medios el alta médica que le permitiera competir, pero esa alta nunca llegó. En enero de 1976 rescinde su contrato con el equipo ciclista Kas y se enrola en el Bianchi italiano. Llegó a correr la Vuelta a los Valles Mineros de 1976, pero tras comprobar que no era capaz a seguir el ritmo de sus compañeros, y eso a pesar de ganar la etapa de Brañillín, optó por dejar la bicicleta definitivamente.
Con 31 años Fuente comenzaba una nueva vida; una vida ya encarrilada con su tienda de bicicletas en Oviedo. Colaboró con diferentes medios de comunicación para seguir las grandes vueltas ciclistas y finalmente se convirtió en director deportivo del equipo aficionado de la Central Lechera Asturiana, el CLAS-Cajastur. Durante cinco temporadas llevó la dirección técnica del equipo y en 1988 el equipo debuta en el campo profesional. La experiencia en profesionales tan solo duró hasta el mes de agosto, cuando Fuente presenta ante los patronos del equipo CLAS-Cajastur su dimisión, fruto de desavenencias propias de la marcha de un negocio.
Cuando la enfermedad ya lo estaba arrinconando surge desde Asturias la idea de brindarle un homenaje. No faltó nadie, ni sus amigos, ni sus compañeros, ni sus rivales. El 5 de septiembre de 1995 el teatro Campoamor de Oviedo reunió a cientos de personas que agasajaron a uno de los más espectaculares ciclistas de la historia. Eddy Merckx, Bernard Thevenet, Felice Gimondi y Bernard Hinault representaron a todo el ciclismo internacional en aquel homenaje.
José Manuel Fuente Lavandera murió en Oviedo el 18 de julio de 1996. Tenía 50 años cuando no pudo superar un trasplante de riñón que había recibido hacía apenas dos meses.

## Palmarés
1970
- 1º neoprofesional de la Vuelta a España
- 4 etapas de la Vuelta a Guatemala
- 1 etapa de la Volta a Cataluña
- 1 etapa de la Vuelta a Asturias
- 1 etapa de la Vuelta a la Rioja

1971
- 1 etapa del Giro de Italia, más clasificación de la montaña
- 2 etapas del Tour de Francia

1972
- Vuelta a España , más 1 etapa, la clasificación de la montaña  y la clasificación de la combinada
- 2.º en el Giro de Italia, más 2 etapas y clasificación de la montaña

1973
- Vuelta a Suiza, más 2 etapas y Gran Premio de la montaña en la Vuelta a Suiza
- 1 etapa del Giro de Italia, más clasificación de la montaña
- 3.º en el Tour de Francia

1974
- Vuelta a España , más 2 etapas
- 5 etapas del Giro de Italia, más clasificación de la montaña

1975
- 1 etapa Subida a Lagos de Covadonga

1976
- 1 etapa de la Vuelta a los Valles Mineros

## Resultados

### Grandes Vueltas
| Carrera | Carrera         | 1969 | 1970 | 1971 | 1972 | 1973 | 1974 | 1975 | 1976 |
| ------- | --------------- | ---- | ---- | ---- | ---- | ---- | ---- | ---- | ---- |
|         | Giro de Italia  | —    | —    | 39.º | 2.º  | 8.º  | 5.º  | —    | —    |
|         | Tour de Francia | —    | —    | 72.º | —    | 3.º  | —    | Ab.  | —    |
|         | Vuelta a España | —    | 16.º | 54.º | 1.º  | —    | 1.º  | Ab.  | —    |

## Reconocimientos

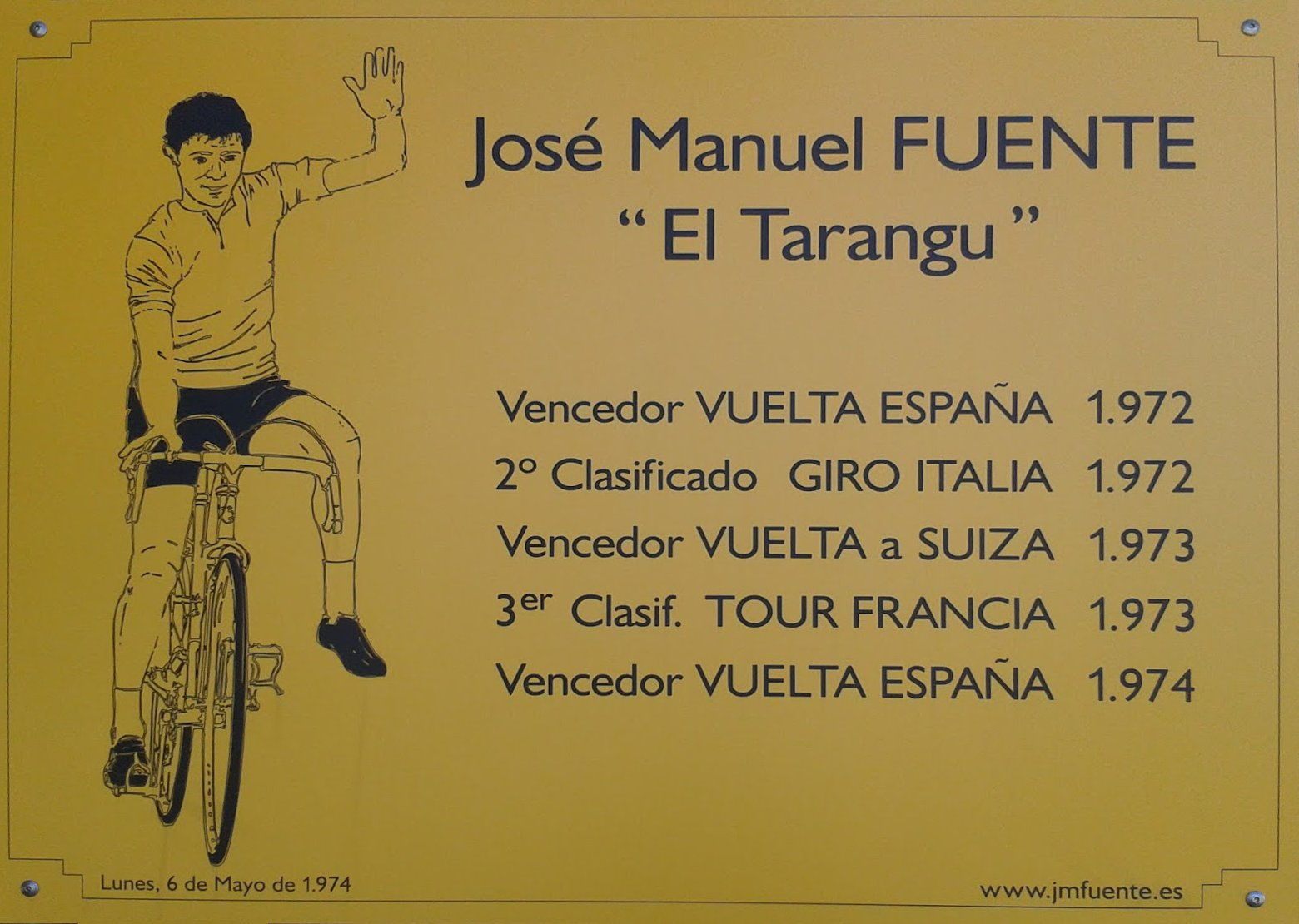
Alto del Naranco (Oviedo). Placa del monumento conmemorativo a José Manuel Fuente.

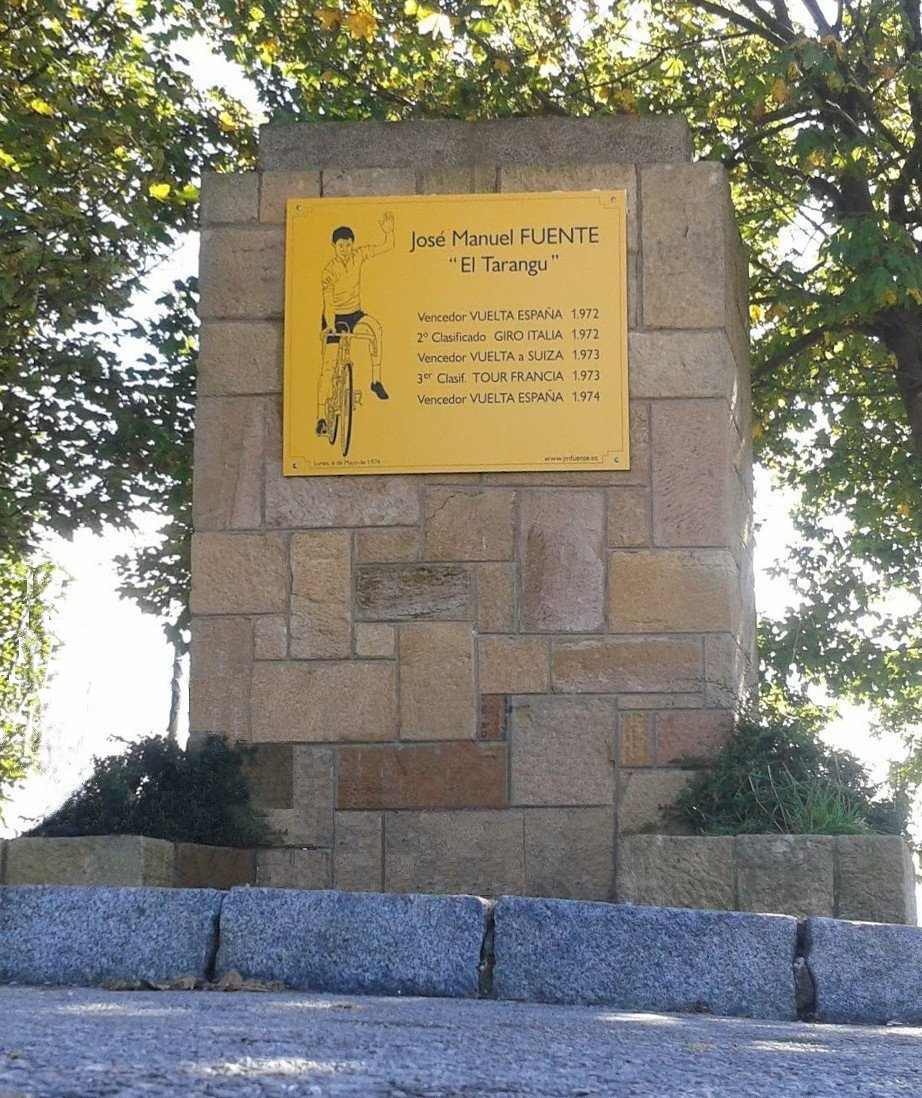
Alto del Naranco (Oviedo). Monumento conmemorativo a José Manuel Fuente.

- Un sencillo monumento situado en el alto del Naranco junto a la ciudad de Oviedo recuerda las principales vueltas disputadas por el ciclista. Fue inaugurado con ocasión de la LVII edición de la Vuelta a Asturias el día 12 de mayo de 2013, pasando el alto a denominarse cima José Manuel Fuente «El Tarangu».[2]
- Una calle de Oviedo lleva el nombre de José Manuel Fuente.[3]